# Marur, Belur
Marur là một làng thuộc tehsil Belur, huyện Hassan, bang Karnataka, Ấn Độ.